# Harold James Ruthven Murray
Murray Harold James Ruthven (H. J. R. Murray) (ur. 24 czerwca 1868 w Londynie, zm. 16 maja 1955 tamże) – angielski historyk szachów, matematyk, działacz oświatowy.
Publikował wiele artykułów na łamach prasy brytyjskiej.
W 1897 niemiecki historyk Tassilo von der Lasa zachęcił go do szukania źródeł gry szachowej
w kulturze Indii. Swe biblioteki udostępnili mu J.C. White i J.W. Remington Wilson.
Aby studiować stare rękopisy szachowe nawiązał współpracę z wieloma filologami języków martwych i egzotycznych, a sam opanował język arabski.

## Wybrane dzieła
- A History of Chess (1913)
- A History of Board Games other then Chess (1952)
- A short History of Chess (1963)